# Noragugume
Noragugume (Noragùgume in sardo) è un comune italiano di 274 abitanti della provincia di Nuoro in Sardegna. Noragugume fa parte dell'Unione dei comuni del Marghine.

## Geografia fisica

### Territorio
Il paese è situato in una zona collinare di tipo alluvionale, fra la catena montuosa del Marghine ed il lago Omodeo. Il territorio comunale si sviluppa tra i 141 e i 310 metri s.l.m.. L'escursione altimetrica complessiva risulta essere pari a 169 metri.

## Storia
Il borgo, situato nel Marghine, fu abitato dall'epoca preistorica, in particolare nel periodo prenuragico e nuragico, come dimostrato dai diversi monumenti quali il menhir di Sa Perda`e Taleri e i nuraghi di Tolinu e Irididdo. Nel periodo giudicale il nome del villaggio fu Nuracogomo e fece parte della curatoria del Marghine nel giudicato di Torres. Il centro storico dell'attuale borgo risale al XV secolo. La chiesetta di Santa Croce (Santa Rughe) ne è un'importante testimonianza.
Alla caduta del giudicato (1259) passò per breve tempo al giudicato di Arborea, ove fu inglobato nella curatoria di Parte Barigadu, e successivamente al Marchesato di Oristano. Sconfitti definitivamente gli arborensi (1478) passò sotto il dominio aragonese. Nel secolo XVIII fu compreso nel marchesato del Marghine, feudo prima dei Pimentel e poi dei Tellez-Giron, ai quali fu riscattato nel 1839 con l'abolizione del sistema feudale.

### Simboli
Lo stemma e il gonfalone del Comune di Noragugume sono stati concessi con il decreto del Presidente della Repubblica del 3 marzo 2005.
(D.R.P. 03.03.2005)
L'albero sradicato è l'antico simbolo del giudicato d’Arborea, risalente al XIII secolo.
La pecora ricorda l'attività della pastorizia. La chiesa della Beata Vergine d'Itria, la cui devozione è molto sentita dalla popolazione, è di impianto gotico catalano e risale al 1623.
Il gonfalone è un drappo partito di azzurro e di giallo.

## Società

### Evoluzione demografica
Abitanti censiti

### Lingue e dialetti
La variante del sardo parlata a Noragugume è quella logudorese centrale o comune.

## Amministrazione
| Periodo         | Periodo         | Primo cittadino | Partito                               | Carica  | Note   |
| --------------- | --------------- | --------------- | ------------------------------------- | ------- | ------ |
| 23 aprile 1995  | 16 aprile 2000  | Antonello Spada | lista civica                          | Sindaco | [ 6 ]  |
| 16 aprile 2000  | 8 maggio 2005   | Michele Corda   | lista civica                          | Sindaco | [ 7 ]  |
| 8 maggio 2005   | 30 maggio 2010  | Michele Corda   | lista civica                          | Sindaco | [ 8 ]  |
| 30 maggio 2010  | 31 maggio 2015  | Michele Corda   | lista civica "Insieme per Noragugume" | Sindaco | [ 9 ]  |
| 31 maggio 2015  | 26 ottobre 2020 | Federico Pirosu | lista civica "Insieme per Noragugume" | Sindaco | [ 10 ] |
| 26 ottobre 2020 | in carica       | Rita Zaru       | lista civica "Ripartiamo insieme"     | Sindaco | [ 11 ] |